# Artur Bladé i Desumvila
Artur Bladé i Desumvila (Benissanet, 2 de març de 1907 - Barcelona, 23 de desembre de 1995) fou un periodista i escriptor català.

## Biografia
En finalitzar l'ensenyament primari començà els estudis de magisteri, però no els acabà. Visqué a Barcelona entre 1922 i 1929, any en què retornà a Benissanet. Donà classes de català en un local de la Societat La Renaixença del seu poble. Arribada la República, fou funcionari de la Generalitat a Tortosa i a Barcelona, de la mà de Martí Rouret. Va fer la guerra al Cos de Sanitat de l'Exèrcit de l'Est quan va ser cridat a files l'any 1938. S'exilià el 1939, primer a França –on estudià Art, Història i Filosofia a la Universitat de Montpeller– i tot seguit a Mèxic on exercí, entre altres professions, de periodista. Retornà a Catalunya el 1961.
Com a periodista, abans de la guerra civil, col·laborà a El Llamp de Gandesa, La Riuada de Móra d'Ebre i Tivissa de Tivissa. Després va escriure a Foment de Reus, L'Avançada de Tarragona, L'Opinió de Barcelona, així com a Lluita de Tortosa i L'Ideal de l'Ebre de Móra d'Ebre.
L'escriptura de Bladé se centra en tres temes principals: el seu poble natal i la comarca, la biografia i la història. L'estil és clar i directe, sense enfarfecs. Sempre hi és palès el to moral i humanista.
En retornar a Catalunya, Artur Bladé publicà en les línies temàtiques abans esmentades. Fou President d'honor del Centre d'Estudis de la Ribera d'Ebre, des de la seva fundació, l'any 1982, fins al dia 23 de desembre de 1995, data de la seva mort. L'obra memorialística de Bladé sobre les Terres de l'Ebre ha rebut elogis unànimes. El 1984 li fou atorgada la Creu de Sant Jordi. El municipi de Flix (Ribera d'Ebre) va posar el seu nom a la biblioteca pública.
L'any 2007 es va proclamar l'Any Bladé amb motiu del centenari del seu naixement i es va iniciar la publicació de la seva obra completa, formada per 12 volums. Aquest mateix any, 2007 se celebrà al Seminari Artur Bladé Desumvila, en què diversos estudiosos i investigadors van parlar d'aspectes concrets d'aquesta figura i es complementà amb una ruta literària a Benissanet. Artur Bladé i Desumvila: escritor de l'Ebre català, cronista de l'exili recull les set ponències presentades al seminari, que va tenir lloc del 20 al 24 de novembre de 2007 a la Casa de la Generalitat a Tarragona.
L'any 2009 es produeix una fita important per la promoció de la vida i l'obra de Bladé i Desumvila, atès que el Sr. Artur Bladé Font, fill de l'escriptor, decideix cedir el seu fons personal a la Generalitat de Catalunya, per tal que sigui gestionat a l'Arxiu Comarcal de la Ribera d'Ebre. Actualment ja és possible consultar-ne un inventari complert

## Obra
L'obra de Bladé es desenvolupa en tres vessants. En primer lloc destaca l'obra memorialística de caràcter autobiogràfic, amb títols significatius com L'exiliada -publicada el 1976 però escrita, en forma de dietari, entre 1939 i 1940, el temps que Bladé hagué de fugir a Montpeller- o De l'exili a Mèxic; en segon lloc, l'obra elegíaca al seu poble en particular i a les terres de l'Ebre en general, on trobem títols tan emblemàtics com Benissanet o Crònica del país natal; i, en tercer lloc, els textos en què retrata els seus coetanis, altres polítics i intel·lectuals a qui admirava, com Francesc Pujols per ell mateix (1967), La vida d'un català excepcional (Antoni Terré, de Móra d'Ebre) (1978) o El meu Rovira i Virgili (1981).
Va elaborar literàriament els records de la guerra i de l'exili, les converses mantingudes amb Pompeu Fabra, Antoni Rovira i Virgili i Francesc Pujols, així com la vida al seu poble i la comarca natals, la Ribera d'Ebre; tot això va formar un tríptic literari, històric i sentimental d'una quinzena de llibres que ja són tota una referència en el memorialisme català del segle xx, al costat de les grans obres de Pla, Gaziel o Sagarra.
Va publicar diversos volums d'història, va escriure àmpliament en la premsa catalana (Avui, Tele-Estel, Serra d'Or…) i va iniciar una llarga sèrie de dietaris, anomenats Viure a Tarragona, que abasta la crònica dels deu últims anys del franquisme i els primers de la transició. Excepte els llibres publicats a Mèxic, el 1944 i el 1953, la resta de la seva obra (una trentena de llibres) ha estat publicada a Barcelona, a través de l'editorial Selecta (1958) i, sobretot, per Pòrtic, Dalmau Editors, Curial Edicions i Columna Tresmall, en les dècades de 1960 i 1970; per la qual cosa, la major part es troba exhaurida i dispersa. Actualment, Cossetània Edicions ha encetat la publicació de la seva Obra completa, la qual s'ha estructurat en onze volums.
El Departament de Cultura de la Generalitat de Catalunya, a través de l'Arxiu Comarcal de la Ribera d'Ebre (ACRE), i el Consell Comarcal de la Ribera d'Ebre (CCRE) han publicat el llibre electrònic Exilis. Estudis literaris sobre Artur Bladé, el qual conté els quatre primers treballs guanyadors de la Beca d'Estudi de la Figura i Obra d'Artur Bladé i Desumvila convocada a partir de 2008. El llibre conté els treballs: "Mots i maons: la reconstrucció d'una vida. Estudi del periodisme d'Artur Bladé i Desumvila a la premsa de l'exili", de D. Sam Abrams; "Artur Bladé: correspondència d'exili (1942–1961)", de Xavier Garcia Pujades; "La concepció de l'exili en l'obra d'Artur Bladé i Desumvila", de Jordi Julià Garriga; i "Artur Bladé i Desumvila, una escriptura contra l'oblit. «Morts a l'exili» i altres articles periodístics del retorn (1961–1995)", d'Abraham Mohino i Balet. Un resum d'aquests 4 treballs s'ha publicat a la Miscel·lània del Centre d'Estudis de la Ribera d'Ebre, que també conté un article de Xavier Serrahima "Vida, llibres i literatura. El pensament i l'ideari d'Artur Bladé i Desumvila a través de les seves lectures", guanyador de la cinquena edició de la beca en qüestió.

### Prosa
- Crònica del país natal. Barcelona: Selecta, 1958
- Els treballs i els dies d'un poble de l'Ebre català. Barcelona: Pòrtic, 1967
- Guia de Benissanet. Tarragona: Institut d'Estudis Tarraconenses Ramon Berenguer IV, 1982
- Antoni Rovira i Virgili i el seu temps. Barcelona: Fundació Vives Casajoana, 1984
- Visió de l'Ebre català. Flix: Centre d'Estudis Ribera d'Ebre, 1983

### Biografies
- Contribució a la biografia del mestre Fabra. Barcelona: Dalmau, 1965
- Francesc Pujols per ell mateix. Barcelona: Pòrtic, 1967
- El prior Penna. Barcelona: Dalmau, 1968
- Pompeu Fabra: biografia essencial. Barcelona: Pòrtic, 1969
- El senyor Moragas ("Moraguetes"). Barcelona: Pòrtic, 1970
- Antoni Terré: La vida d'un català excepcional. Barcelona: Pòrtic, 1978
- El meu Rovira i Virgili. Barcelona: Teide, 1981
- Geografia espiritual de Catalunya [El pensament de Francesc Pujols]. Barcelona: Llibres de l'Índex, 2004

### Dietaris
- Viure a Tarragona. Tarragona: Institut d'Estudis Tarraconenses Ramon Berenguer, 1984
- Viure a Tarragona: fulls d'un dietari (1970-1971). Tarragona: Institut d'Estudis Tarraconenses Ramon Berenguer IV, 1986
- Viure a Tarragona (1972-1974). Tarragona: Institut d'Estudis Tarraconenses Ramon Berenguer IV, 1989
- Viure a Tarragona: fulls d'un dietari (1975-1976). Tarragona: Institut d'Estudis Tarraconenses Ramon Berenguer IV, 1991
- De França a Mèxic: diari de viatge. Barcelona: Dux, 2014

### Memòries
- Viatge a l'esperança. Barcelona: Pòrtic, 1973
- L'exiliada. Barcelona: Pòrtic, 1976
- De l'exili a Mèxic. Barcelona: Curial, 1993
- L'edat d'Or. Barcelona: Columna-Tresmall, 1995
- Les primeres descobertes. Móra d'Ebre: Associació Cultural La Riuada, 1996
- Memòries de l'exili mexicà (1943-1956). Valls: Cossetània, 2017

### Història
- Felibres i catalans. Barcelona: Rafael Dalmau, 1964
- Montpeller català. Barcelona: Rafael Dalmau, 1965
- El castell de Miravet. Barcelona: Rafael Dalmau, 1988
- Els setges de Gandesa i el castell de Móra d'Ebre. Barcelona: Rafael Dalmau, 1988

### Poesia
- Versos de la guerra i de l'exili. Barcelona: Publicacions de l'Abadia de Montserrat, 2007

### Obra completa
- Cicle de la terra natal I. Benissanet (Els treballs i els dies d'un poble de l'Ebre català) i Gent de la Ribera d'Ebre (Artesans, pagesos, rodaires...). Valls: Cossetània Edicions, 2007
- Cicle de l'exili I. L'exiliada. Valls: Cossetània Edicions, 2007
- Cicle de la terra natal II. (Les primeres descobertes. Crònica del país natal. Vida i mort d'un petit món. Visió de l'Ebre català. Guia de Benissanet). Valls: Cossetània Edicions, 2008
- Cicle de les biografies I (El meu Rovira i Virgili. Antoni Terré: La vida d'un català excepcional. Valls: Cossetània Edicions, 2008
- Cicle de la terra natal III. (L'edat d'or). Valls: Cossetània Edicions, 2008

### Premis literaris
- Concepció Rabell als Jocs Florals de la Llengua Catalana de Santiago de Xile - Recull
- Jocs Florals de la Llengua Catalana de París - 1950 - Benissanet
- Concepció Rabell als Jocs Florals de la Llengua Catalana de Mendoza - 1958 - Viatge a l'esperança
- Centenari Pompeu Fabra als Jocs Florals de la Llengua Catalana de Zuric - 1968 - Pompeu Fabra: biografia essencial
- Rovira i Virgili d'assaig - 1981 - El meu Rovira i Virgili

## Patrimoni literari
El Centre Cultural Artur Bladé i Desumvila és la seu de l'Associació Cultural Artur Bladé i Desumvila. Es va crear l'any 2003 i treballa per la cultura a la població natal d'Artur Bladé, així com per difondre la trajectòria i l'obra del seu il·lustre escriptor. El CCABD també és l'eix i el referent de les activitats organitzades al voltant de l'escriptor, com ara la ruta literària El Benissanet d'Artur Bladé, que recorre els espais més representatius d'aquesta població riberenca a través dels textos bladerians.
El paisatge, la història i la literatura d'Artur Bladé i Desumvila
són els protagonistes d'un recorregut cultural pels carrers de Benissanet, vila envoltada per l'Ebre i situada a la comarca de la Ribera d'Ebre.
La ruta literària del poble natal d'Artur Bladé i Desumvila té un
total de 12 parades per seguir la ruta literària del seu poble. Aquesta ruta s'anomena, “Benissanet, paisatge literari” i té el punt d'inici en el Centre Cultural Artur Bladé i Desumvila. La
segona parada és “La Renaixença”, El tercer punt en la seva obra literària és La Font Gran, oficialment anomenada plaça Catalunya i molt a prop de la següent parada en la ruta, El Portal, que era el lloc on jugaven tots els nois en sortir d'estudi, on s'hi feien balls de coques els dies de festa major. Tot seguit, El carrer de Bonaire. Aquest carrer també destaca per ser el carrer en el qual va néixer Artur Bladé. El sisè punt de la ruta són els
carrers de Dins, els carrerons que recorrien el poble vell i li
sorprenia tot allò que no veia, tot allò que ja no hi era. La plaça de la Verdura és la setena parada, anomenada així perquè era la plaça on hi havia el mercat diari. La vuitena parada és l'Omplidor. Quan no hi havia fonts, les dones de Benissanet anaven allà a omplir els càntirs i a rentar la roba. El Riu és una parada obligatòria en la ruta literària, per això és la novena parada en aquesta ruta. Les riuades són la desena parada en la ruta, però són significatives perquè inundaven tots els cultius rics gràcies a la proximitat que tenen amb el riu.
El raval dels Canterers és tot allò que es pot veure des de la costa dels Terrers, en la qual hi podem veure Benissanet i el seu paisatge. La ruta literària s'acaba a la dotzena parada i no podia ser cap altra que la Casa d'Artur Bladé.